# Alpen-Heckenkirsche

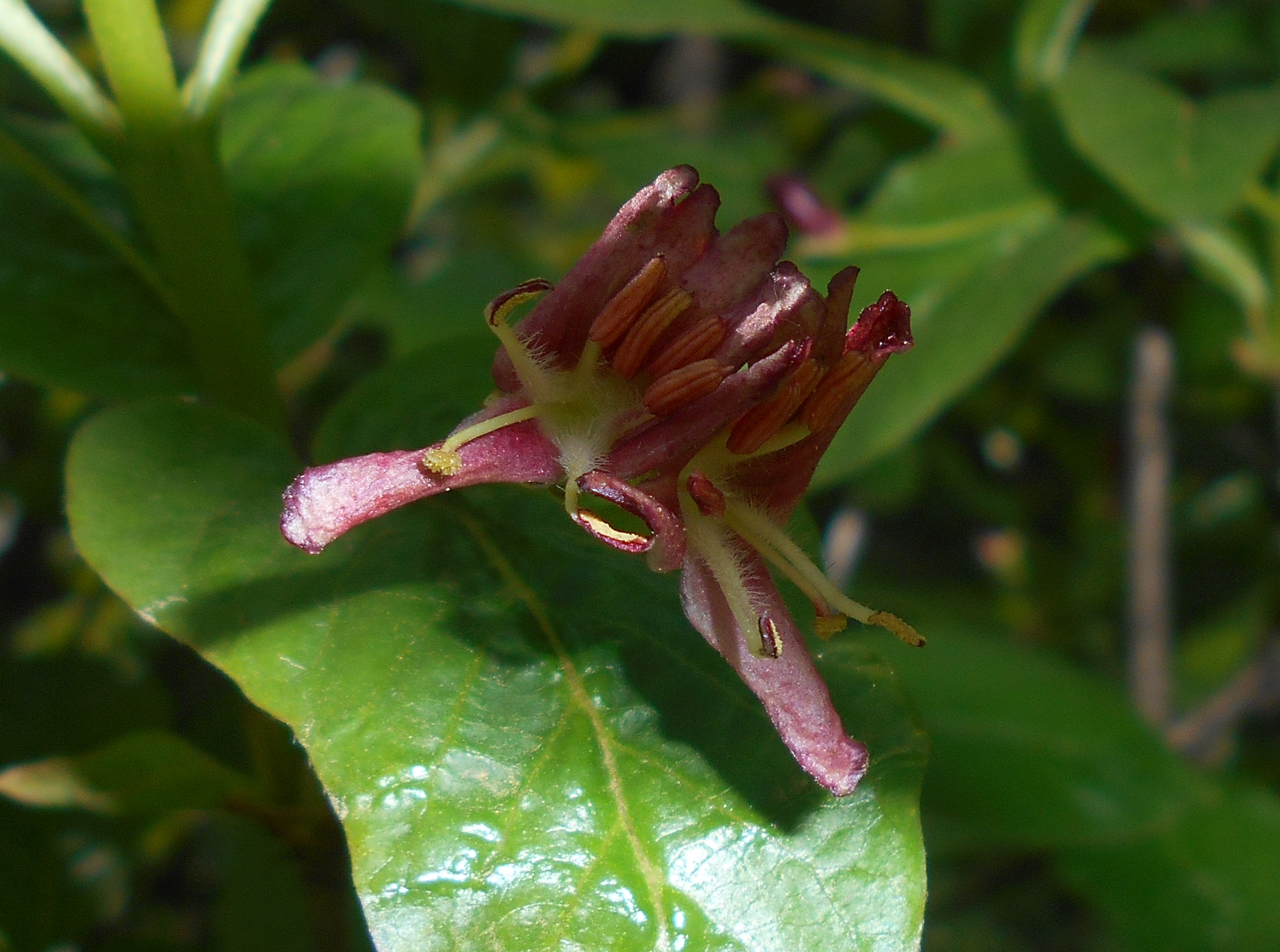
Blüten

Die Alpen-Heckenkirsche (Lonicera alpigena) ist eine Pflanzenart aus der Gattung der Heckenkirschen (Lonicera) und der Familie der Geißblattgewächse (Caprifoliaceae). Weitere Namen sind Alpen-Doppelbeere oder Rote Doppelbeere.

## Beschreibung
Der sommergrüne, nur wenig verzweigte Strauch erreicht eine Wuchshöhe zwischen 1 und 3 Meter. Die zweikantigen Triebe sind wenig behaart, die kantigen Zweige hohl.
Die gegenständig angeordneten Laubblätter sind etwa 1 Zentimeter lang gestielt und werden 6 bis 8 Zentimeter lang sowie 3 bis 5 Zentimeter breit. Die eiförmigen bis verkehrt-eiförmigen oder elliptischen, spitzen bis zugespitzten und ganzrandigen Blattspreiten besitzen eine frischgrüne Farbe. Die Blätter sind oberseits kahl bis schwach behaart und unterseits heller sowie leicht behaart.
Die sitzenden Blüten stehen achselständig, paarweise verwachsen auf einem 2 bis 5 Zentimeter langen Blütenstandsstiel. Es sind bei den Blüten jeweils ein größeres Trag- und ein kleines Deckblatt vorhanden, sie sind drüsig-bewimpert. Die fünfzähligen Blüten sind zwittrig mit doppelter Blütenhülle. Der Kelch am kleinen Blütenbecher ist ein kleiner welliger Saum oder mit minimalen Zipfel. Die rötliche, trichterförmige, etwa 1,5 Zentimeter lange Krone ist deutlich zweilippig. Die innen borstige Kronröhre ist kurz, mit längeren Lappen. Die ausladende Unterlippe ist länger als die vierlappige Oberlippe. Die Staubblätter mit an der Basis behaarten Staubfäden sind leicht vorstehen. Der dreikammerige Fruchtknoten ist unterständig mit relativ kurzem Griffel und kopfiger Narbe. Es sind in einer Aussackung unten in der Kronröhre Nektarien vorhanden. Blütezeit ist von Mai bis Juli.
Die rot glänzenden Früchte (Doppelbeeren) reifen ab August und sind giftig. Die langgestielte, rundliche, rote und mehrsamige, mehr oder weniger verwachsene Doppelbeere, mit beständigem Kelch an der Spitze, ist hier zu einem kugeligen Gebilde verwachsen, das wie eine einzige Frucht erscheint.
Die Chromosomenzahl der Art ist 2n = 18 oder 36.

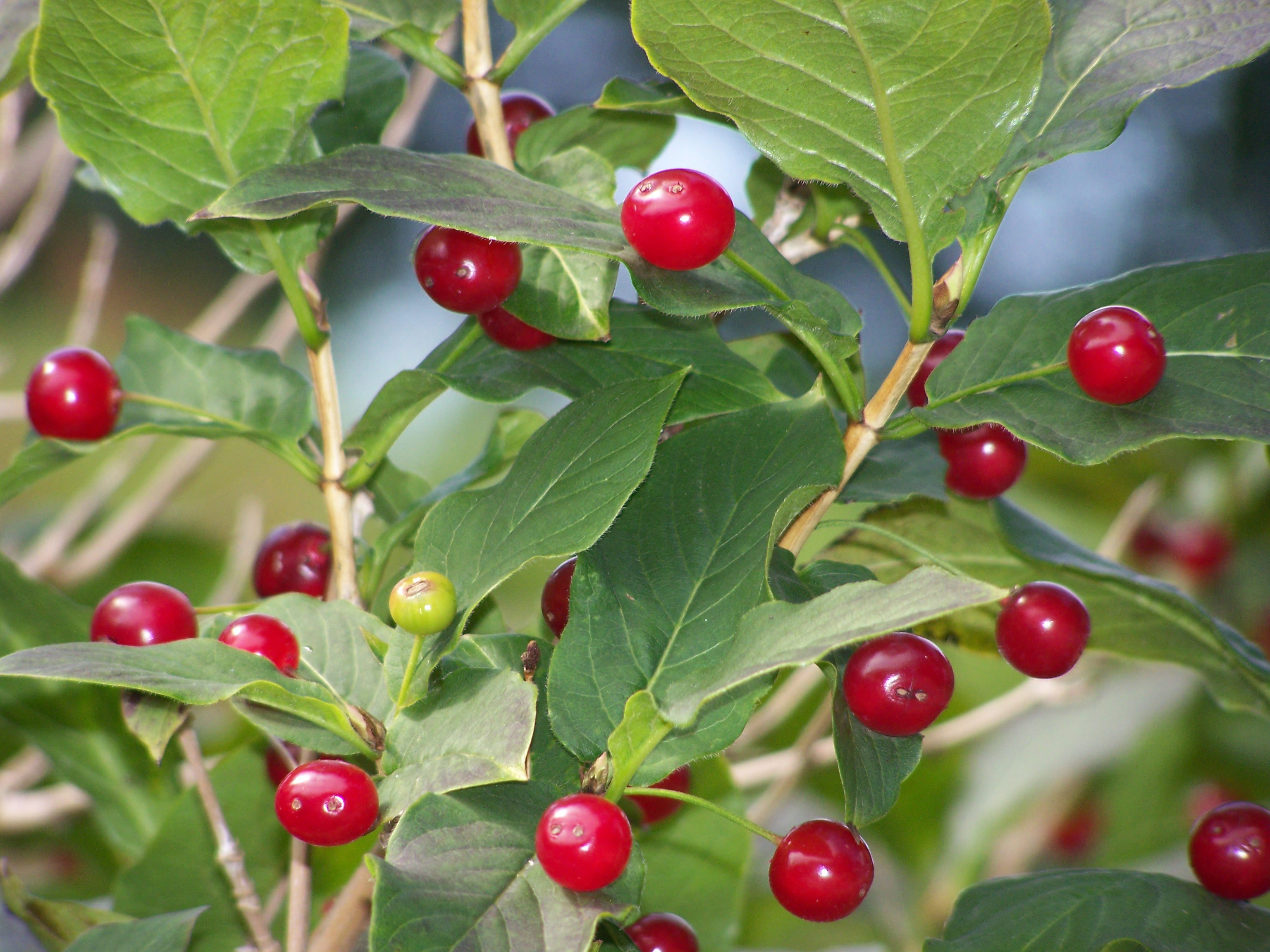
Früchte (Doppelbeeren) der Alpen-Heckenkirsche

## Vorkommen
Die Alpen-Heckenkirsche besiedelt Hochstauden- und Schlagfluren, krautreiche Bergmisch- und Schluchtwälder, Säume und Wege, meist auf kalkreichem Boden. Sie ist eine Art der Lonicero-Fagenion-Gesellschaften. In den Alpen steigt die Pflanze bis in eine Höhe von 2300 m über NN. In den Allgäuer Alpen steigt sie am Gängele beim Entschenkopf in Bayern bis zu 1950 m Meereshöhe auf.
Die ökologischen Zeigerwerte nach Landolt & al. 2010 sind in der Schweiz: Feuchtezahl F = 3w (mäßig feucht mäßig wechselnd), Lichtzahl L = 2 (schattig), Reaktionszahl R = 4 (neutral bis basisch), Temperaturzahl T = 2+ (unter-subalpin und ober-montan), Nährstoffzahl N = 3 (mäßig nährstoffarm bis mäßig nährstoffreich), Kontinentalitätszahl K = 2 (subozeanisch).
Das Verbreitungsgebiet erstreckt sich von den Gebirgen Mittel- und Südeuropas, von den Pyrenäen bis zum Balkan. Eine der Unterarten kommt auch in Ostasien vor. In Deutschland kommt die Alpen-Heckenkirsche nordwärts nur bis zur Donau vor. In Österreich ist sie häufig, fehlt aber in Wien und dem Burgenland.

## Systematik
Man kann folgende Unterarten unterscheiden, die von manchen Autoren auch als eigenständige Arten anerkannt werden:
- Lonicera alpigena L. subsp. alpigena: Sie kommt in Spanien, Andorra, Frankreich, Deutschland, Tschechien, Österreich, Liechtenstein, der Schweiz, in Italien, Kroatien, Serbien, auf der Balkanhalbinsel, in Rumänien und in der Slowakei vor.[7][6] In Norwegen ist sie ein Neophyt.[6]
- Lonicera alpigena subsp. glehnii (F. Schmidt) H. Hara (Syn.: Lonicera glehnii F. Schmidt): Sie kommt auf Sachalin, auf den Kurilen und auf den japanischen Inseln Hokkaido und Honshū vor.[7]
- Lonicera alpigena subsp. hellenica (Boiss.) Kit Tan & Ziel. (Syn.: Lonicera hellenica Boiss.): Sie kommt in Griechenland[7] und in der europäischen Türkei vor.[6]
- Lonicera alpigena subsp. glutinosa (Vis.) Kit Tan & Ziel. (Syn.: Lonicera glutinosa Vis.): Sie kommt in Kroatien und in Montenegro vor.[6]

## Ökologie
Die Alpen-Heckenkirsche ist eine Schattenpflanze. Ihre Blüten werden durch Hummeln oder Wespen bestäubt.